# Алжирский динар
Алжи́рский дина́р — национальная валюта Алжира, равная 100 сантимам.

## История
До провозглашения независимости в 1962 году денежной единицей страны был алжирский франк. После обретения независимости Алжир в 1964 году ввёл в обращение собственную валюту — алжирский динар.
В ходе девальвации динара в апреле-сентябре 1994 года и введения плавающего курса, алжирский динар обесценился более чем на 60 %. В расчёте бюджета на 1998 год его курс оценивался 58 динаров = 1 доллар. На 1999 год планировалось снижение курса до 59,5 динаров = 1 доллар. В марте 1999 года официальный курс доллара составил 64,55 динара.

## Монеты
В основном обращении находятся монеты номиналом 5, 10, 20, 50 динаров. Редко встречаются монеты номиналом 1, 2 и 100 динаров, а также монеты специальных, памятных и юбилейных выпусков. Монеты номиналом ¼ и ½ динара практически не встречаются в обороте.
- 10 динаров образца 1979, 1981 гг., алюминиевая бронза

Аверс — в линейном круге «البنك المركزي الجزائري»; по кругу орнаментальный ободок. Реверс — в линейном круге год чеканки и номинал «10/دنانير»; по кругу орнаментальный ободок. Гурт — секторальные рифления. ø 29,00 мм, вес 11,37 г, толщина 2,29 мм

## Банкноты
В обороте находятся банкноты номиналом 100, 200, 500, 1000 и 2000 динаров различных годов выпуска.
Банкноты всех номиналов, выпущенные до 1977 года включительно, аннулированы. Банкноты номиналом 100 динаров заменяются монетой.
| Банкноты в обращении                                                    | Банкноты в обращении | Банкноты в обращении | Банкноты в обращении                                    | Банкноты в обращении | Банкноты в обращении                                           | Банкноты в обращении                                                                                        | Банкноты в обращении                           | Банкноты в обращении     |
| Изображение                                                             | Изображение          | Номинал (динаров)    | Основные цвета                                          | Основные цвета       | Размеры (мм)                                                   | Описание | Описание                                       | Выпуск                   |
| Лицевая сторона                                                         | Оборотная сторона    | Номинал (динаров)    | Основные цвета                                          | Основные цвета       | Размеры (мм)                                                   | Лицевая сторона                                                                                             | Оборотная сторона                              | Выпуск                   |
| ----------------------------------------------------------------------- | -------------------- | -------------------- | ------------------------------------------------------- | -------------------- | -------------------------------------------------------------- | --- | ---------------------------------------------- | ------------------------ |
|                                                                         |                      | 100                  |                                                         | голубой синий        | 155×72                                                         | Древняя мечеть, ласточка                                                                                    | Древнее сооружение, корабль                    | 1 ноября 1981            |
|                                                                         |                      | 100                  | голубой                                                 | Древняя мечеть       | 155×72                                                         | 8 июня 1982                                                                                                 | Древнее сооружение, корабль                    |                          |
|                                                                         |                      | 100                  | голубой                                                 | 130×72               | Скачущие арабские воины                                        | Старинная парусная галера                                                                                   | 21 мая 1992                                    |                          |
|                                                                         |                      | 200                  |                                                         | коричневый           |                                                                | Памятник славы и мученичества в Алжире                                                                      | Мост в Константине                             | 23 марта 1983            |
|                                                                         |                      | 200                  | 140×72                                                  | коричневый           | Сцена изучения корана                                          | Мечеть | 21 мая 1992                                    |                          |
|                                                                         |                      | 500                  |                                                         | розовый фиолетовый   | 150×72                                                         | Воины на слонах                                                                                             | Римская гробница в Типасе                      | 21 мая 1992 10 июня 1998 |
|                                                                         |                      | 500                  |                                                         | розовый серый        | 150×72                                                         | Первый алжирский искусственный спутник «Алкомсат-1»                                                         | Спутниковые тарелки; мост                      | 1 ноября 2018            |
|                                                                         |                      | 1000                 |                                                         | красный              | 160×72                                                         | Голова буйвола; наскальные рисунки с плато Тассилин-Адджер                                                  | Плато Ахаггар; наскальное изображение антилопы | 21 мая 1992 10 июня 1998 |
|                                                                         |                      | 1000                 | Эмблема ЛАГ; наскальные рисунки с плато Тассилин-Адджер | красный              | 160×72                                                         | 22 марта 2005                                                                                               | Плато Ахаггар; наскальное изображение антилопы |                          |
|                                                                         |                      | 1000                 |                                                         | синий                |                                                                | Большая мечеть в Алжире                                                                                     | Ткацкий станок; арабский чайник                | 1 декабря 2018           |
|                                                                         |                      | 2000                 |                                                         | зелёный фиолетовый   |                                                                | Лекция в университете; двойная спираль ДНК; исследователи в лаборатории                                     | Бухта; многоэтажный жилой дом                  | 24 января 2011           |
|                                                                         |                      | 2000                 |                                                         | зелёный фиолетовый   | Шесть лидеров FLN («Герои революции» в Войне за независимость) | Фоггара (подземный водовод), Бени Фоут (Адрар), Медрасен (Царский нумидийский мавзолей) возле Батны         | 5 июля 2020                                    |                          |
|                                                                         |                      | 2000                 | зелёный                                                 |                      | Мемориал учеников, карта Алжира арабского мира, флаг Алжира    | Арка из натурального камня в национальном парке Тассилин-Аджер, Большая мечеть Алжира, скальные образования | 2022                                           |                          |
| Курсивом обозначены не указанные на банкнотах даты выпуска модификаций. |                      |                      |                                                         |                      |                                                                | |                                                |                          |